# Лакски език
Лакският език (самоназвание: лакку маз) е езикът на лакците – народ, който живее в Южен Дагестан в Русия.
В миналото е наричан също Гьази-Кьумукь, което е записвано на руски като Кази-Кумук или Каси-Кумук. Езикът е изолиран и се различава коренно от съседните езици. Класифициран е като нахско-дагестански език по географски причини.
В лакски има много заемки от арабски, турски, персийски и руски език. Има радиостанция и вестник на лакски език.

## Диалекти
Има пет диалекта, а книжовният език е създаден въз основа на кумукския диалект.
- кумукски
- аракулски
- шаднински
- хосрехски
- вицхийски

## Писменост
До 1928 година се използва арабската азбука, а от 1938 – разширен вариант на кирилицата с 48 букви. Използват се много двубуквени съчетания за предаване на особените звукове.
| а  | аь | б  | в | г  | гъ | гь | д  |
| е  | ё  | ж  | з | и  | й  | к  | къ |
| кь | кI | л  | м | н  | о  | оь | п  |
| пI | р  | с  | т | тI | у  | ф  | х  |
| хъ | хь | хI | ц | цI | ч  | чI | ш  |
| щ  | ъ  | ы  | ь | э  | ю  | я  | I  |